# Settsu (Osaka)
Settsu (摂津市?) è una città giapponese della prefettura di Osaka.

## Infrastrutture e trasporti

### Ferrovie
- JR West
  - Linea JR Kyōto: stazione di Senrioka
- Ferrovie Hankyū
  - Linea Kyoto: Stazione di Settsu-shi - Stazione di Shōjaku
- Monorotaia di Ōsaka
  - Linea principale della Monorotaia di Osaka: Stazione di Settsu - Stazione di Minami-Settsu

### Strade
- Autostrada del Kinki